# Ankara (віскі)
Ankara — перше і єдине турецьке віскі, яке вироблялося в Туреччині.

## Історія
У 1960-х роках, у період закритої та самодостатньої економіки Туреччини, було прийнято рішення виробляти вітчизняне віскі, щоб підтримати місцеве виробництво та запобігти відтоку іноземної валюти через імпорт алкогольних напоїв. У цьому контексті в 1963 році в Анкарі на пивному заводі TEKEL було створено невеликий підрозділ. Виробнича потужність цього підприємства, першого в країні, була визначена на рівні 200 000 літрів на рік. Таким чином розпочався офіційний процес виробництва та брендування першого турецького віскі.
Хоча виробництво тривало під управлінням TEKEL до середини 2000-х років, перехід Туреччини до відкритої економіки з 1980-х років, що дозволив продаж імпортних алкогольних напоїв, призвів до поступового зниження популярності Ankara через конкуренцію з численними іноземними брендами віскі, які з’явилися на ринку. Незважаючи на спроби змінити політику продажів і просування продукту, щоб зберегти позиції на внутрішньому ринку, у 2004 році права на виробництво Ankara були передані Mey İçki. Після приблизно десяти років виробництва в такому режимі бренд був придбаний глобальним виробником алкоголю Diageo у 2011 році. Невдовзі після повного переходу до іноземних інвесторів виробництво Ankara було припинено.

## Техніки виробництва та характеристики
У процесі виробництва Ankara основними інгредієнтами були зернові та рис. Для технічних аспектів використовувалися шотландські та американські техніки, а для витримки віскі надавали перевагу дубовим бочкам. Термін витримки становив 5 років. Ankara, яке випускалося понад 50 років, мало пляшки різних розмірів і типів, але достеменно невідомо, чи відрізнялися вони за ароматом і смаком. Після припинення виробництва мідні перегінні куби, виготовлені в Газіантепі, та мідні перегінні апарати шотландського стилю, які використовувалися у виробництві, були придбані іноземною компанією та відправлені до Сполучених Штатів, тоді як бочки були відправлені до Франції.
Дизайн пляшок і емблема Ankara часто змінювалися, використовувалися символи, такі як Хетський сонячний диск, «Сірий вовк», визнаний національним символом серед турків, та місцева порода котів у місті, відома у світі як Турецька ангора. З вмістом алкоголю 43% віскі зазвичай випускалося у пляшках об’ємом 70 мл. Згідно з особистим вебсайтом турецького експерта з віскі Бозкурта Карасу, Ankara мало аромати сушених фруктів, родзинок і сушених слив, з мальтовим смаком. На смак воно було описане як різке, з пекучим відчуттям від молодого спирту, зі спеціями, подібними до ірландського віскі, з нотами молодого та вологого дерева та сушених солодких абрикосів. Післясмак відзначався як короткий і пряний.